# Mitricephaloides rubrosignatus
Mitricephaloides rubrosignatus är en insektsart som först beskrevs av Willy Adolf Theodor Ramme 1941.  Mitricephaloides rubrosignatus ingår i släktet Mitricephaloides och familjen Pyrgomorphidae. Inga underarter finns listade i Catalogue of Life.